# Velika nagrada Riviere 1929
Velika nagrada Riviere 1929 je bila dirka za Veliko nagrado v sezoni 1929. Odvijala se je 7. aprila 1929 na cestnem dirkališču v francoskem mestu Cannes.

## Finale
R1 = do 1100  cm³, R2 = med 1100 in 1500 cm³, R3 = nad 1500 cm³, R4 = športni avtomobili.
| Poz | Št | Dirkač         | Moštvo    | Dirkalnik         | Krogi | Čas/Odstop |
| --- | -- | -------------- | --------- | ----------------- | ----- | ---------- |
| 1   | 84 | Edward Bret    | Privatnik | Bugatti T35C (R3) | 10    | 30:51,4    |
| 2   | 9  | René Dreyfus   | Privatnik | Bugatti T37A (R2) | 10    | +24,8 s    |
| 3   | 2  | Victor Marret  | Privatnik | Salmson (R1)      | 10    | +2:51,6    |
| 4   | 1  | R. Caisson     | Privatnik | Bugatti T35 (R3)  | 10    | +4:11,8    |
| Ods | 21 | Henri Signoret | Privatnik | Salmson (R4)      | 1     | Trčenje    |

## Pred-dirke
Odebeljeni dirkači so se uvrstili v finale.

### Pred-dirka 1 (R4)
| Poz | Št | Dirkač         | Moštvo    | Dirkalnik   | Krogi | Čas/Odstop |
| --- | -- | -------------- | --------- | ----------- | ----- | ---------- |
| 1   | 21 | Henri Signoret | Privatnik | Salmson     | 6     | 20:11,8    |
| 2   | ?  | Deruy          | Privatnik | Bugatti T37 | 6     | +1:11,8    |
| 3   | ?  | R. Caisson     | Privatnik | Bugatti T37 | 6     | +4:08,2    |

### Pred-dirka 2 (R1 in R2)
| Poz | Št | Dirkač        | Moštvo    | Dirkalnik    | Krogi | Čas/Odstop |
| --- | -- | ------------- | --------- | ------------ | ----- | ---------- |
| 1   | 9  | René Dreyfus  | Privatnik | Bugatti T37A | 6     | 18:48,2    |
| 2   | 2  | Victor Marret | Privatnik | Salmson      | 6     | +1:07,0    |
| 3   | ?  | Bohrer        | Privatnik | Bugatti T37  | 6     | +2:36,6    |
| 4   | 3  | Henri Isaia   | Privatnik | Salmson      | 6     | +2:51,4    |

### Pred-dirka 3 (R3)
| Poz | Št | Dirkač          | Moštvo    | Dirkalnik    | Krogi | Čas/Odstop |
| --- | -- | --------------- | --------- | ------------ | ----- | ---------- |
| 1   | 84 | Edward Bret     | Privatnik | Bugatti T35C | 6     | 18:56,2    |
| 2   | 1  | R. Caisson      | Privatnik | Bugatti T35  | 6     | +1:46,4    |
| Ods | 12 | Anton Esterházy | Privatnik | Bugatti T35C | 2     |            |
| Ods | 4  | Juan Zanelli    | Privatnik | Bugatti T35C | 1     | Motor      |